# Хурма східна
Хурма́ східна, хурма далекосхідна (Diospyros kaki) — вид багаторічних дерев роду хурма родини ебенові (лат. Ebenaceae), що походить з Азії. Культивується як плодова рослина у всьому світі, відома велика кількість сортів.

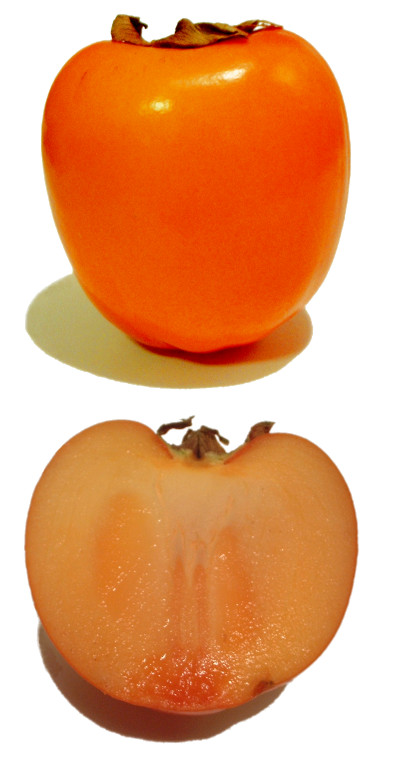
Плід незаплідненої жіночої квітки (без насіння)

## Назва
Інші назви рослини українською мовою — хурма китайська або хурма японська.
Популярні сорти хурми об'єднуються в групу сортів, відому в Україні під назвою «корольок».
Також популярний різновид хурми східної «шарон», який називається так за назвою долини Шарон в Ізраїлі. «Шарон» не містить насіння і має м'якший смак, бо містить мало таніну. Загалом «шарон» — це не окремий різновид, а радше комерційна назва звичайної хурми, до якої було застосовано хімічне дозрівання: у присутності спирту або окису вуглецю танін в плодах зв'язується в нерозчинну форму.
Деякі джерела вказують автором наукової назви виду Diospyros kaki Ліннея молодшого, який опублікував цю назву 1782 року в своїй праці «Supplementum Plantarum Systematis Vegetabilium Editionis Decimae Tertiae, Generum Plantarum Editiones Sextae, et Specierum Plantarum Editionis Secundae».

## Ботанічний опис

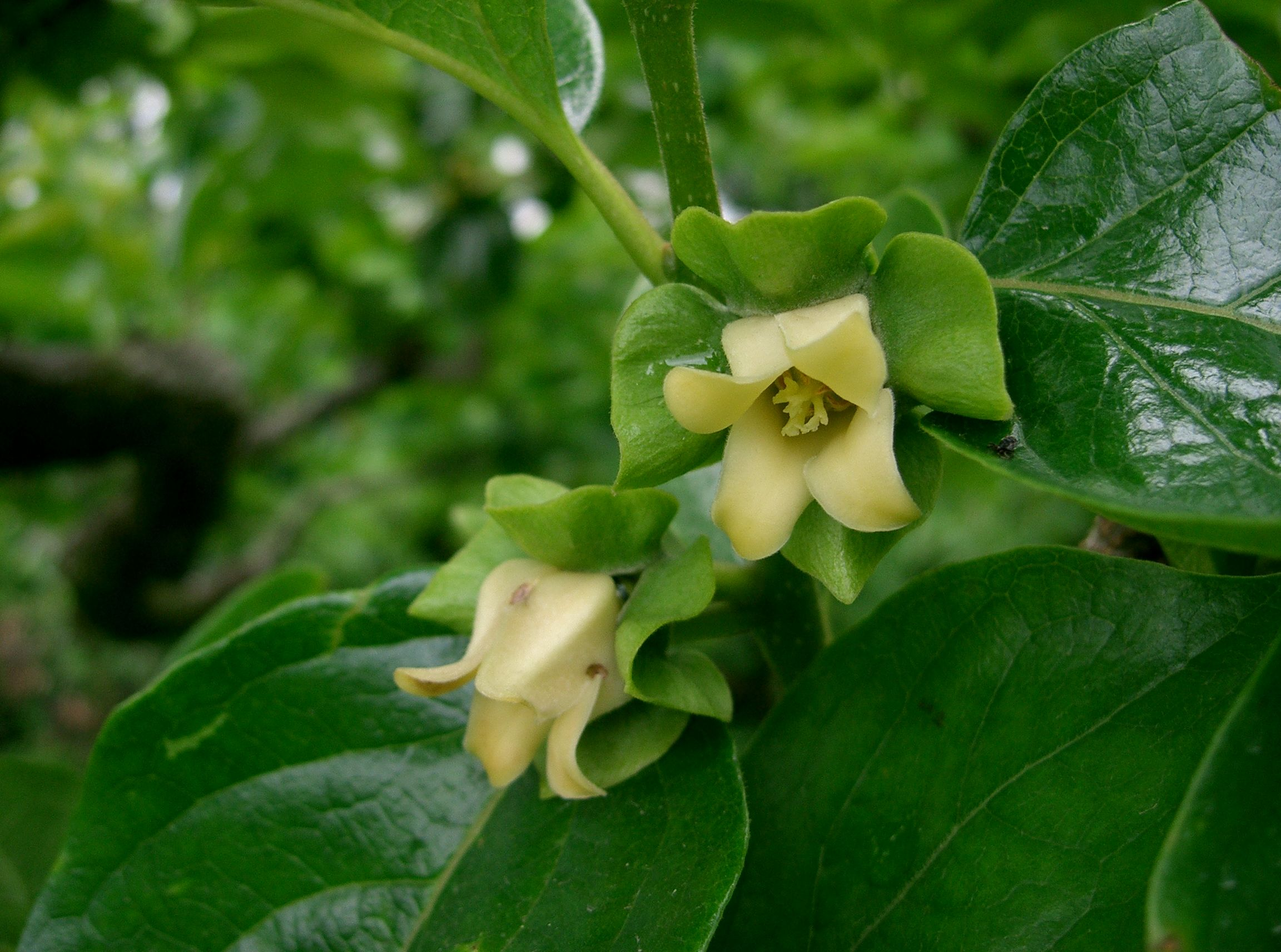
Квіти хурми

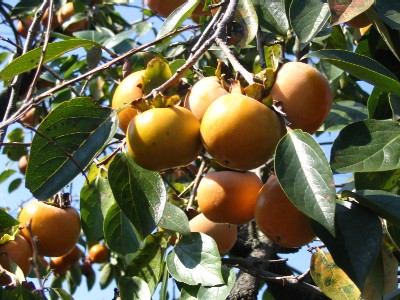
Дозрівання хурми східної

Дерево, що сягає висоти до 10 метрів (відомі випадки досягнення висоти 12 м). З вигляду рослина схожа на яблуню.
Листки чергові, яйцеподібно-довгасті, темнозелені, знизу бліді, широколанцетні. Восени набувають червоного забарвлення.
Квіти в пазухах листків — поодинокі або по кілька, на коротких ніжках. Чашечка чотирилопатева. Віночок чотирилопатевий, дзвоникуватий, темночервоний. Чоловічі квіти мають 16 тичинок; жіночі 4 — 8 стамінодій, зав'язь верхня, звичайно 8-гніздна, з однією сім'ябрунькою в кожному гнізді.
Хурма східна цвіте з травня по червень.
Квіти жовтувато-білі можуть бути трьох типів: чоловічі, жіночі та змішані. Рослини, зазвичай, однодомні з чоловічими та жіночими квітами окремо на одному дереві, але існують також дводомні культури. Запилення здійснюється комахами. Якщо жіночі квітки не запліднені, вони розмножуються шляхом партеногенезу, а потім дають безнасінні фрукти.

### Плоди
Плід — буро-жовта, м'ясиста ягода розміром з яблуко, плід їстівний, солодкий, помаранчевий, формою схожий на помідор.
Кулястий або овальний плід може мати масу до 500 грамів. Гладка, блискуча та тонка шкірка має колір від жовтого до червоно-оранжевого. Дещо світліший м'якуш плоду може містити до 8 насінин і має терпкий смак. При дозріванні плід стає м'яким.
Плоди хурми східної достигають, коли листя вже переважно встигло опасти, в жовтні-листопаді.
Період дозрівання припадає в одних сортів на початок, у інших — на кінець жовтня.
Високий вміст таніну в незрілих плодах хурми східної викликає гіркуватий терпкий смак, який зникає разом з танінами при дозріванні й на морозі. Дуже високий вміст бета-каротину (провітаміну A) робить їх особливо цінним продуктом харчування.
Зрілі плоди містять глюкозу (до 20 %) і багаті вітаміном C, мінералами, волокнами та фенолами, що робить їх дуже корисними для профілактики серцево-судинних захворювань. Вони використовуються у свіжому вигляді. Плоди повинні бути повністю дозрілими, навіть перезрілими. Плоди також сушать як інжир, використовують для приготування варення та десертів. Енергетична цінність — 70 ккал на 100 грамів продукту.
|                                                                           |
|                                                                           |
|                                                                           |
| Diospyros kaki Плоди на дереві. Нестиглі плоди хурми. Стиглі плоди хурми. |

## Застосування
| Хурма Харчова цінність в 100 г продукту |        |
| --- | ------ |
| Енергетична цінність 127 ккал / 531 кДж |        |
| \| Вода \| 64,4 г \| \| Білки \| 0,8 г \| \| Жири \| 0,4 г \| \| Вуглеводи \| 33,5 г \| \| \| \| \| Кобаламін (B12) \| 0 мкг \| \| Аскорбінова кислота (віт. С) \| 66 мг \| \| \| \| \| Кальцій \| 27 мг \| \| Залізо \| 2,5 мг \| \| Фосфор \| 26 мг \| \| Калій \| 310 мг \| \| Натрій \| 1 мг \| \| \| \| |        |
| Джерело: USDA Nutrient database |        |
| Вода | 64,4 г |
| Білки | 0,8 г  |
| Жири | 0,4 г  |
| Вуглеводи | 33,5 г |
| |        |
| Кобаламін (B12) | 0 мкг  |
| Аскорбінова кислота (віт. С) | 66 мг  |
| |        |
| Кальцій | 27 мг  |
| Залізо | 2,5 мг |
| Фосфор | 26 мг  |
| Калій | 310 мг |
| Натрій | 1 мг   |
| |        |

### Кулінарія
Зазвичай хурму їдять сирою. М'якуш хурми використовується у випічці, желе, пудингах, мусах, мармеладах та джемах.
Популярною є сушена хурма. З хурми також роблять патоку, сидр, пиво і вино. Нестиглу терпку хурму в Японії використовують для приготування саке. Смажене насіння може використовуватися як замінник кави.
Хурма містить удвічі більше харчових волокон та корисних мікроелементів, ніж яблука. У ній також багато антиоксидантів. Плоди хурми містять велику кількість води, золи, білків, вуглеводів, органічних кислот та дубильних сполук. Цей фрукт також багатий калієм, кальцієм, магнієм, фосфором та залізом, а також вітамінами А, С і P.
Хурма є дієтичним продуктом, показаним при розладі травлення завдяки наявності пектину. Вона використовується в народній медицині при шлункових захворюваннях.
Великий вміст цукрів, переважно глюкози та фруктози, підтримує здоров'я серцево-судинної системи, і при цьому рівень глюкози в крові не досягає піку.

### Медицина
Магній, що міститься в хурмі, знижує ймовірність утворення каміння у нирках, а вітамін А захищає від раку. Вітаміни C та P зменшують крихкість судин.
Хурма має сечогінну дію і тонізуючі властивості. заспокоює нервову систему, підвищує працездатність. Володіє бактерицидною дією відносно кишкової та сінної палички, золотистого стафілокока.

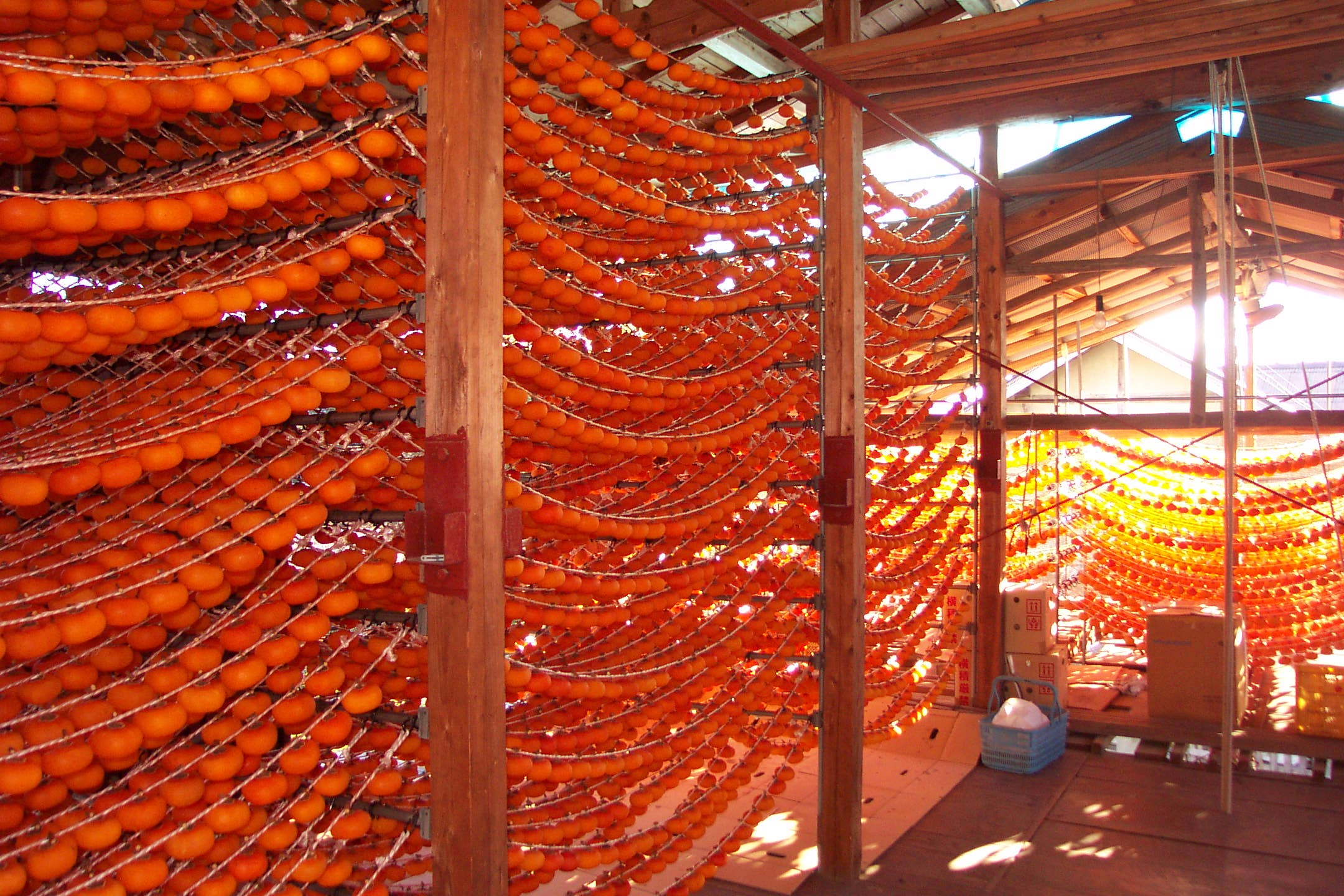
Висушування хурми в Японії в приміщенні

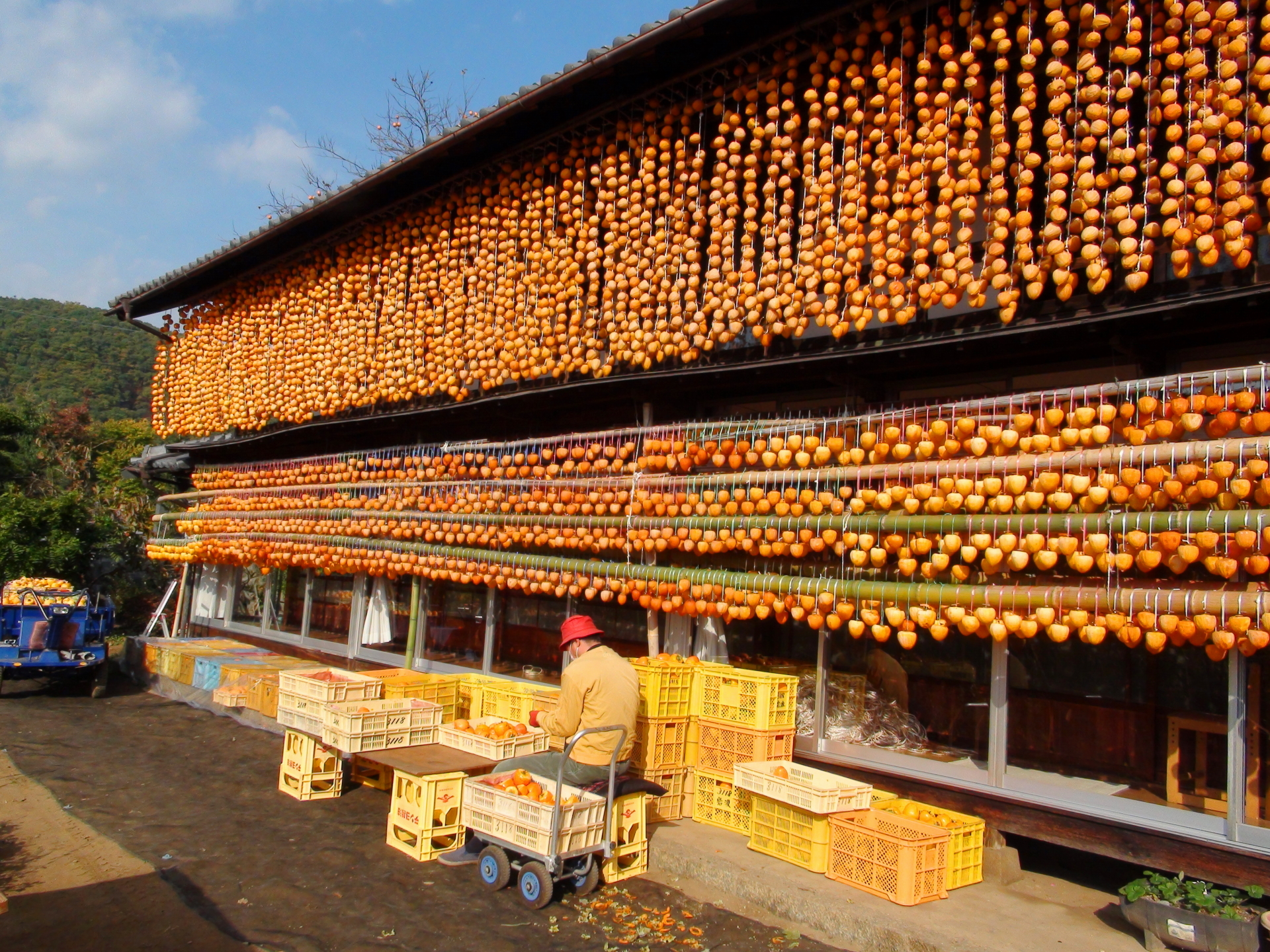
Висушування хурми в Японії під дахом

## Розведення
У Китаї хурма східна є однією з найдавніших культурних рослин (культивується вже протягом приблизно 2000 років). В Японії культивується з 1850 року. Останнім часом вирощується також у країнах Середземномор'я (наприклад, в Іспанії та Ізраїлі), в Південній Африці і в США. У Середній Азії та на Кавказі хурму східну стали вирощувати практично скрізь, де раніше вирощувалася хурма кавказька, оскільки хурма східна має велику врожайність та більші плоди, що містять багато таніну (хоча через в'яжучі властивості таніну плоди хурми східної суттєво поступаються кавказькій хурмі за смаком).
Хурма східна культивується в 10 країнах світу, причому 90 % вирощується в Китаї, Японії та Кореї. В Східній Азії основний час збирання врожаю — жовтень та листопад. Дерева втрачають тоді вже все листя.
У Китаї хурма східна культивується здавна. У народі їй приписують чотири чесноти: вона довго живе, вона тіниста, вона використовується птахами як місце гніздування, а ще вона не страждає від комах-шкідників.
У східно-азійському регіоні хурмі східній приписують цілющі властивості. Вважається, що вона зміцнює шлунок та допомагає від діареї. Нестиглі плоди вважаються жарознижувальними, аж поки не стають солодкими як мед. Сік незрілого плоду вважається таким, що знижує кров'яний тиск, а стебла плоду полегшують кашель.
Хурма східна надзвичайно родюча. В Каліфорнії дерева сорту 'Hachiya' дають до 150 кг з одного дерева. Рослині необхідний регулярний полив (приблизно кожні десять днів).

## Деревина
Деревина хурми східної дуже тверда та нагадує ебенове дерево. У США вона служить для виготовлення спортивного приладдя. Вона також використовується для виготовлення меблів у Китаї, Кореї і Японії.

## У культурі
- Мавпа та краб — японська казка про конфлікт через хурму.